# フローニンゲン大学
フローニンゲン大学(フローニンゲンだいがく、オランダ語: Rijksuniversiteit Groningen, 英語: University of Groningen)は、オランダ北部の都市フローニンゲンに本部を置く公立の研究大学である。Academic Rankings of World Universities（2021年）では世界64位、オランダ国内では2位に選ばれている。オランダでも2番目に古く、3番目に大きな大学で、現在30,000名以上の学生が学んでいる。日本からの留学生が少なく、日本語から離れて留学生活を送りたい大学生には人気がある。。

## 沿革
1614年に創立。ライデン大学に次いで国内で2番目に設立された経緯から、オランダにおいて最も伝統と権威のある名門大学の一つとして知られる。各世界大学ランキングにおいても上位100位以内に位置付けられることが多く、世界的にも高い評価を得ている。 フローニンゲン市議会により設立された当初は、神学、法学、医学、哲学の四つの学部で構成されていた。

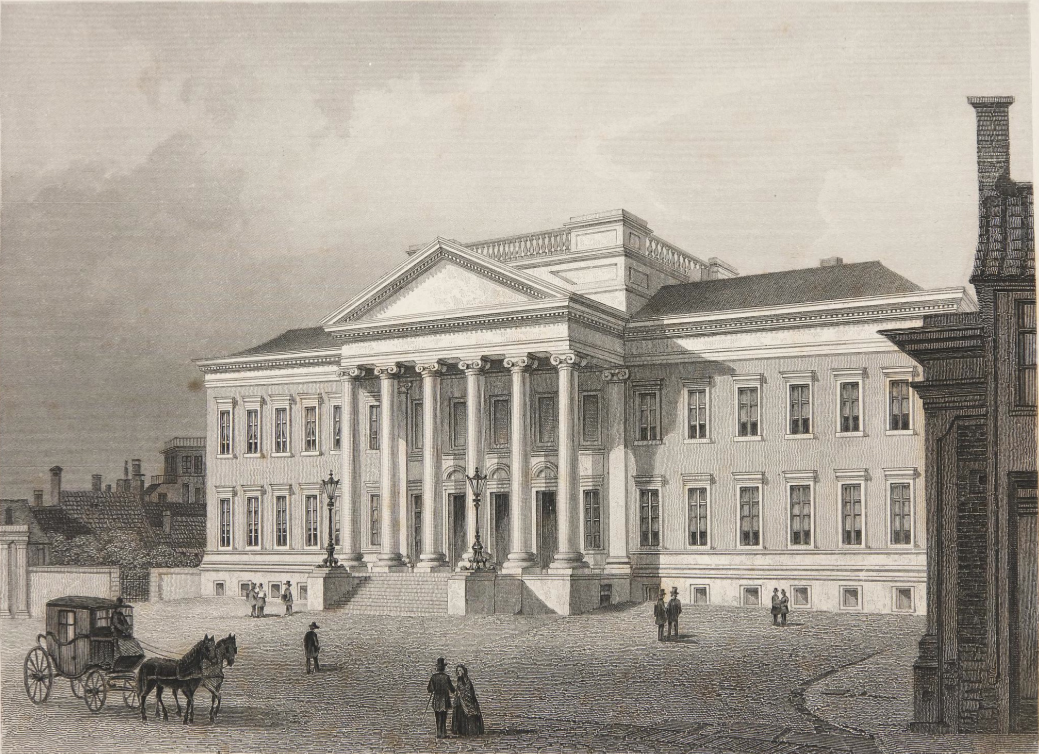
19世紀の大学本校舎

1813年のナポレオン帝国の崩壊までオランダがフランスの支配下に置かれていた際には、フローニンゲン帝国大学 (Keizerlijke Universiteit Groningen)としてパリ大学によって運営されていた。フランスによる支配の時代の後、ウィレム一世によりネーデルランド連合王国が樹立されると帝国大学から国立大学（Rijkshogeschool）として再編され、新本校舎（Academiegebouw）が建設される。1876年には現在の正式名称であるRijksuniversiteit Groningen (国立フローニンゲン大学)に改名され、オランダ語とラテン語の二カ国語で授業が行われていた。また、1871年にはオランダの大学として初となる女学生であるアレッタ・アンリエッテ・ジェイコブスが医学生として入学した。
1900年代には、学生数が急激に増加するとともに大学を構成する学部の数も増加した。1924年には1000人程であった学生数は、20世紀後半にはおよそ2万人ほどに増加し、世界的な人気を博す学術機関へと変貌を遂げた。火災によって消失した二代目本校舎も1909年には三代目本校舎棟が建設され、現在も使用されている。学生数と学部の増加に伴い大学の敷地も拡大され、現在ではフローニンゲン市内各所に大学関連施設が点在する。20世紀後半には、ノーベル物理学賞を受賞したフリッツ・ゼルニケに由来するゼルニケ・キャンパスがフローニンゲン郊外に建設された。

2014年には、フローニンゲン大学初のリベラル・アーツ・カレッジとしてユニバーシティ・カレッジ・フローニンゲン（University College Groningen) が設立された。

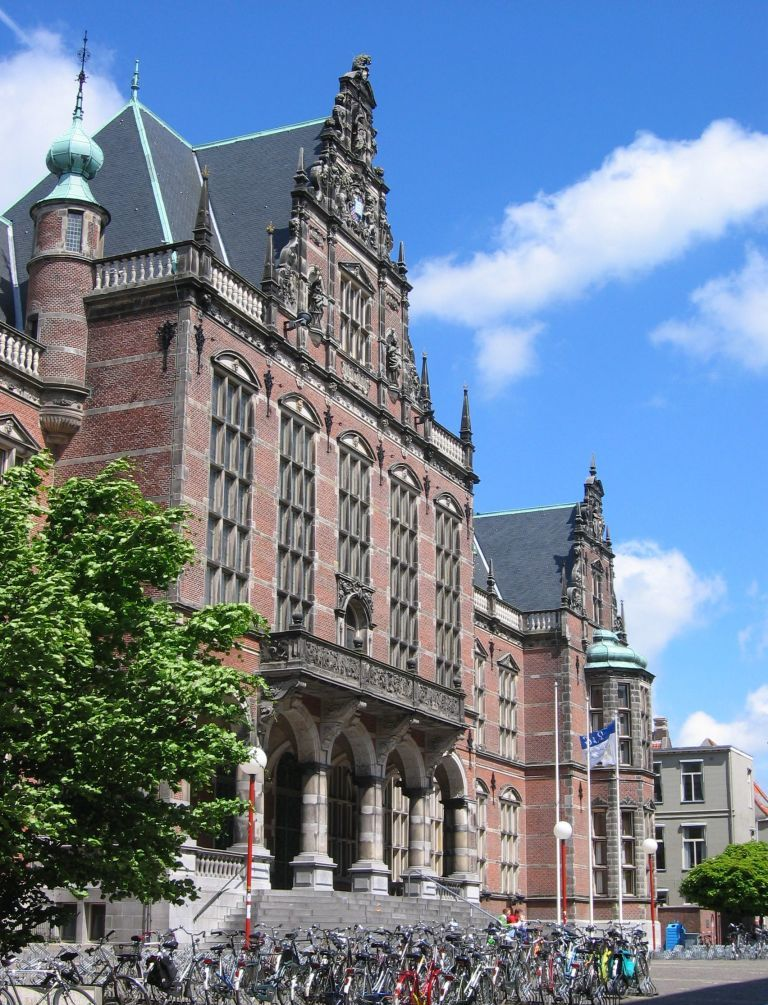
市街中心地に所在するAcademy Building

## 組織
2023年時点で、およそ37,000人の学生（内博士課程4350人）が在籍しており、アムステルダム大学やユトレヒト大学と並びオランダ国内において最大規模を誇る大学の一つとなっている。3万人を超える学生数のうち9900人は国外からの留学生であるため、国際色豊かなキャンパスで学ぶことができる。職員数は約6,000人で、うち約3,700人が学術職員である。

### 学部
現在では、主に市の中心部と北側にあるゼルニケ・キャンパスに所在する11の学部で多種多様な学問が提供されている。
- 経済・経営（Faculty of Economics and Business）

- 芸術・人文科学（Faculty of Arts）
- 法律（Faculty of Law）Faculty of Arts and Lawの学部棟であるHarmonie building

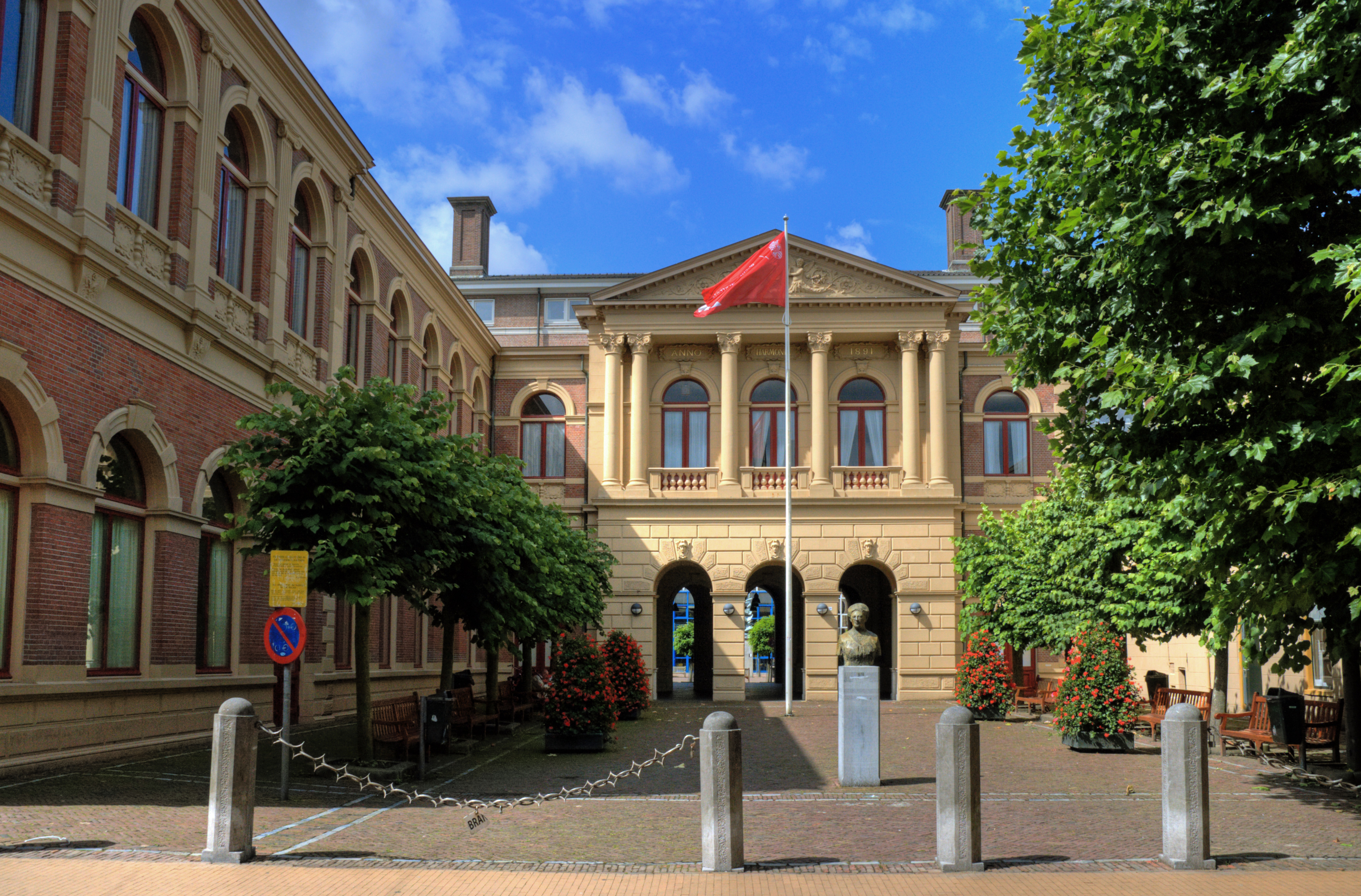
Faculty of Arts and Lawの学部棟であるHarmonie building

- 神学・文化・社会（Faculty of Religion, Culture and Society）
- 哲学（Faculty of Philosophy）
- 社会科学・行動科学（Faculty of Behavioural and Social Sciences）
- 医学（Faculty of Medical Sciences）
- 理学・工学（Faculty of Science and Engineering）
- 地理学・空間科学（Faculty of Spatial Sciences）
- ユニバーシティ・カレッジ・フローニンゲン
- Campus Fryslân

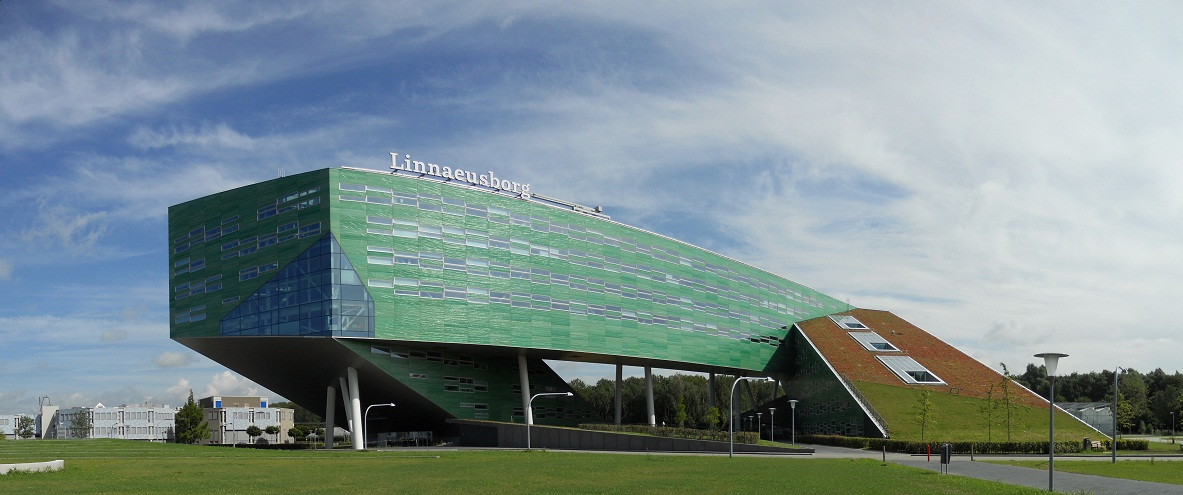
Faculty of Science and Engineeringの学部棟であるLinnaeusborg

それぞれの学部はフローニンゲン市内各所に点在しており、Campus Fryslânのみフリースラント州の州都であるレーワルデンに位置している。

## 研究
オランダを代表する研究大学であり、ヨーロッパ地域の研究に特化した大学のパートナーシップであるGuild of European Research-Intensive Universitiesに加盟するフローニンゲン大学は、教育の質のみならず研究力の面でも国際的に高い評価を得ている。特に、近年では地域や社会との連携を通して「健康な高齢化」「エネルギー」「持続可能な社会」の分野の研究に力を入れている。直近では、2016年にフローニンゲン大学で教授を務めているベルナルト・L・フェリンハが「分子マシンの設計と合成」の研究においてノーベル化学賞を受賞した。
また、過去には位相差顕微鏡の発明でノーベル物理学賞を受賞したフリッツ・ゼルニケや、低温物理学の先駆者として知られているヘイケ・カマリン・オンネスなど、研究機関として著名な実績を持つ研究者を多く輩出してきた。

## 著名な卒業生
フローニンゲン大学は、四人のノーベル賞受賞者や九人のスピノザ賞受賞者をはじめとした世界的な研究者に加え、欧州中央銀行初代総裁やオランダ人初の宇宙飛行士など、社会的な影響力を持つ卒業生を多数輩出している。
- バルト・ボーク - 天文学者
- ヤン・オールト - 天文学者
- フリッツ・ゼルニケ - 物理学者
- ヘイケ・カメルリング・オネス - 物理学者
- ウィム・ドイセンベルク - 欧州中央銀行初代総裁
- パラマンガ・アーネスト・ヨンリ - ブルキナファソの政治家
- アーノルト・アルベルト・ファン・ルーラー - 神学者
- ベルナルト・L・フェリンハ - ノーベル化学賞受賞者
- Wubbo Ockels - 宇宙飛行士
- エプケ・ゾンダーランド - オリンピック金メダリスト

## 提携大学
フローニンゲン大学は長い歴史と権威を有するヨーロッパ地域の名門大学で構成されているコインブラ・グループに加盟しており、学術的・文化的交流の創出に力を注いでいる。また、ヨーロッパ地域の研究に特化した大学で構成されているGuild of European Research-Intensive Universities等にも加盟しており、研究面においても世界中の大学と提携を結んでいる。
日本国内における主な協定校：
- 大阪大学
- 京都大学
- 神戸大学
- 東京大学
- 東京農工大学
- 東北大学
- 一橋大学
- 早稲田大学